# Fable (videohra, 2004)
Fable je akční RPG videohra a první díl ze série Fable. Byla vyvinuta pro platformy Xbox, Windows a Mac OS X společností Big Blue Box Studios (součást Lionhead Studios) a vydána společností Microsoft Studios. Hra vyšla pro Xbox v září 2004.
Rozšířená verze, Fable: The Lost Chapters, byla vydána pro Xbox a Windows v září 2005. Port pro Mac OS X, vytvořený společností Robosoft Technologies a vydaný společností Feral Interactive, vyšel v březnu 2008 po více než dvouletém zpoždění způsobeném licenčními problémy.

## Děj
Hra se odehrává ve fantasy světě zvaném Albion. Hráč ovládá nejmenovaného hrdinu, který se po útoku banditů na jeho rodné město připojí k cechu hrdinů. Po ukončení výcviku je postaven před rozhodnutí, zda bude hájit dobro, nebo se vydá cestou temnoty.

## Vývoj
Na vývoji Fable, původně známé pod pracovním názvem Project Ego, se podílelo přes 150 lidí. Hudbu složil Russell Shaw a úvodní znělku napsal Danny Elfman.
Vydání hry bylo velmi očekávané mimo jiné kvůli nadšené propagaci od spoluzakladatele Lionhead Studios Petera Molyneuxe. Původně byla hra vyvíjena pro Dreamcast, ale po ukončení jeho výroby se přesunula na Xbox. Hra podporovala funkci Live Aware přes službu Xbox Live.

## Vydání
Hra byla vydána pro Xbox v září 2004 a později také pro platformy Windows a Mac OS X.
Fable získala od kritiků vesměs pozitivní hodnocení za hratelnost a celkové zpracování, i když některé slibované funkce ve finální verzi chyběly.
Hra se stala nejprodávanějším titulem září 2004 a do roku 2006 se jí prodalo přes dva miliony kopií. Dočkala se pokračování – Fable II (2008), Fable III (2010) a stejnojmenného restartu série, který vyvíjí studio Playground Games.
V únoru 2014 vyšel pro Xbox 360 a Windows remake s názvem Fable Anniversary.